# Bernhard I. (Sachsen)

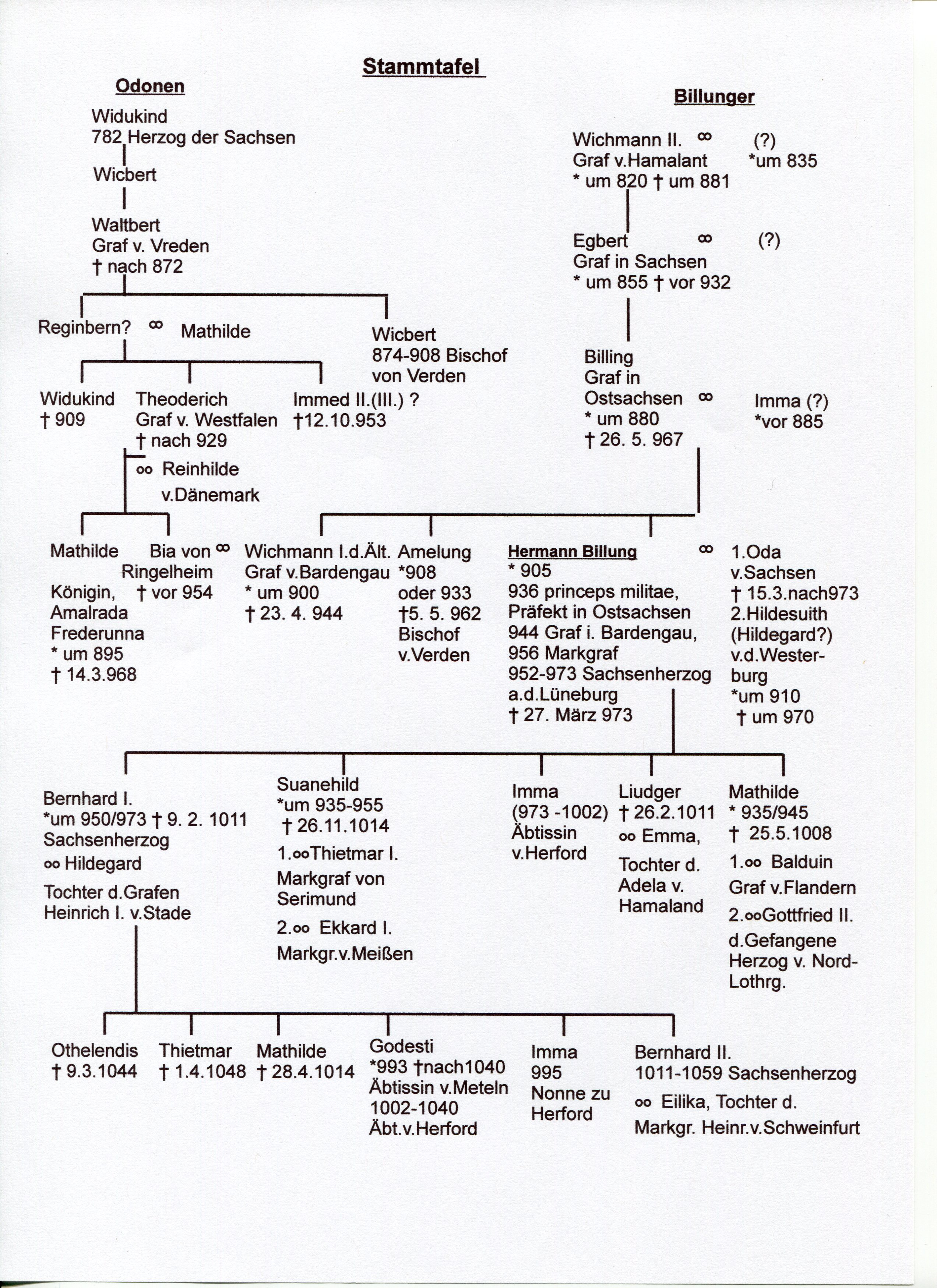
Stammtafel mit angeblicher Abstammung

Bernhard I. (* um 950; † 9. Februar 1011 in Corvey) aus der Familie der Billunger war von 973 bis zu seinem Tod Herzog in Sachsen. Die Quedlinburger Annalen bezeichnen ihn im Jahr 1011 als „Zweiten hinter dem König“ (secundus a rege).
Bernhard I. war als ältester Sohn Hermann Billungs dessen Nachfolger. Er war verheiratet mit Hildegard († 3. Oktober 1011), entweder eine Tochter des Grafen Heinrich I. der Kahle von Stade oder ein Mitglied aus der Sippe des Markgrafen Gero. Das Paar hatte mindestens fünf Kinder, nämlich den jung verstorbenen Hermann, den späteren Nachfolger Bernhards I. als Herzog in Sachsen Bernhard II. († 1059), den am 1. April 1048 in Pöhlde in einem gerichtlichen Zweikampf getöteten Grafen Thietmar, Gedesdiu (Gedesti) († 30. Juni nach 1040), wohl 993 Äbtissin von Metelen, 1002–1040 Äbtissin von Herford, Imma (995 Nonne zu Herford) und eventuell zwei weitere Töchter Mathilde († 28. April 1014 in Gernrode), Nonne in Gernrode, und die am 9. März 1049 verstorbene Othelendis, Ehefrau des Dietrich III. Hieroselymita, Graf von Holland. 
Unter Bernhard I. wandelte sich das Amt des Herzoges in Sachsen vom Vertreter des Königs gegenüber dem Stamm zum Vertreter des Stammes gegenüber dem König. Dennoch kennzeichnet die Nähe zum königlichen Hof die Politik des Herzogs. Bereits im Todesjahr seines Vaters Hermann 973 dürfte sich Bernhard I. am kaiserlichen Hof Ottos des Großen in Quedlinburg aufgehalten haben, denn Thietmar von Merseburg zufolge organisierte Bernhard I. den Transport des Leichnams von Quedlinburg nach Lüneburg. Im Herbst des darauffolgenden Jahres stand Bernhard I. neben Heinrich von Stade an der Spitze des sächsischen Kontingentes eines Reichsheeres, das unter Führung von Otto II. von Frohse aus zu einem Feldzug gegen den dänischen Herrscher Harald Blauzahn nach Norden zog. Gemeinsam mit Willigis von Mainz rettete Bernhard I. die Reichskrone für den minderjährigen Sohn Ottos II., indem er bei Heinrich dem Zänker die Auslieferung des „königlichen Kindes“ durchsetzte. Ostern 986 übte er auf dem Hoftag zu Quedlinburg das Amt des Marschalls aus, als Otto III. festlich gekrönt wurde. Im Sommer 991 gewann er an der Seite des polnischen Herzogs Miezsko mit einem sächsisch-polnischen Aufgebot für Otto III. die an die Lutizen verlorene Brandenburg zurück. Nach dem Tod der Kaiserin Theophanu war es erneut Bernhard I., der im Jahr 992 auf dem Hoftag in Grone anwesend war, auf dem die Großen des Reiches über die Vormundschaft über Otto III. berieten. Selbst nach Italien scheint Bernhard I. dem Herrscher gefolgt zu sein, wie sich aus seiner Stellung als Intervenient in einer am 27. April 1001 in Ravenna ausgestellten Urkunde Ottos III. für Bernhards Bruder Liudger ableiten lässt. Der letzte Ottonenherrscher Heinrich II. zählt Bernhard I. im Jahr 1003 zu seiner engsten Umgebung. Bernhard I. war bereits bei der Krönung der Königin Kunigunde im Jahr 1002 in Paderborn zugegen und steht im Jahr 1005 an der Spitze der Delegation aus sächsischen Bischöfen, die in Dortmund mit Heinrich II. eine Gebetsverbrüderung eingeht.
Nach außen repräsentierte Bernhard den sächsischen Adel, konnte mangels institutioneller Befugnisse des Herzogtitels jedoch nur für den gesamten Adel sprechen, wenn die zu vertretenden Adligen sich in der konkreten Frage einig waren. Anlässlich der Weihe des Halberstädter Domes im Jahr 992 stand Bernhard an der Spitze des gesamten sächsischen Adels, und auch bei der Krönung Ottos II. übte Bernhard das Amt des Marschalls für den sächsischen Stamm aus. Bei der Nachwahl Heinrichs II. im Jahr 1002 befragte Bernhard I. stellvertretend für den sächsischen Adel den zukünftigen Herrscher, ob er bereit sei, das Recht der Sachsen anzuerkennen. Auch über diese Ereignisse hinaus wird Bernhard I. in den Quellen allgemein als sächsischer Herzog anerkannt, etwa wenn Thietmar von Merseburg ihn durchgehend als Herzog (dux) bezeichnet oder Adam von Bremen trotz aller Distanz die billungischen Herzöge als „unsere Herzöge“ anerkennt. 
Am Ende seines Lebens gehörte Bernhard I. zu den mächtigsten Personen in Sachsen, war aber nach Ansicht seiner Zeitgenossen zu klug dafür, sich selbst zum König wählen zu lassen. Bernhard I. und seine Ehefrau Hildegard starben 1011 an der Pest. Beide wurden im Hauskloster der Billunger St. Michaelis auf dem Kalkberg in Lüneburg begraben. Den Tod Bernhards erwähnen die Annales Quedlinburgenses, die Fuldaer Totenannalen, die Annales Hildesheimenses, der Annalista Saxo sowie die Nekrologe aus Lüneburg, Möllenbeck, Bremen, Verden, Xanten und Niederaltaich.